# Arras FCF
Der Arras Football Club Féminin oder kurz Arras FCF war ein französischer Frauenfußballverein aus der nordfranzösischen Stadt Arras. Zur Saison 2020/21 ging der Verein als Frauenabteilung im Racing Club Lens auf, was als une fusion-absorption bezeichnet wurde, also als eine Mischung aus gleichberechtigtem Zusammenschluss und der Übernahme des kleinen Klubs durch den großen.

## Geschichte
Der Arras FCF war eine relativ junge Vereinsgründung. Entstanden war er zunächst als Abteilung des alteingesessenen FA Arras, bei dem sich 2001 eine Frauenfußballabteilung gebildet hatte. Diese machte sich zehn Jahre später selbständig und nahm dabei ihren aktuellen Vereinsnamen an. Arras ist frühzeitig eine Kooperation mit Racing Lens eingegangen, die bis 2020 verlängert wurde, und nutzte dessen Trainingscenter. In diesem Kontext wurde das Zweitliga-Nachbarschaftsderby der Frauen aus Arras gegen den Lille OSC im November 2019 als Vorspiel zur Spitzenbegegnung der zweiten Männerliga zwischen Lens und dem FC Lorient im Stade Bollaert-Delelis angesetzt.
Die Klubfarben des Arras FCF waren Blau und Rot. Ihre Heimspiele trug die Ligafrauschaft seit 2012 nicht mehr im Stade Pierre-Bolle, sondern im stadteigenen Stade Degouve-Brabant aus, das über einen Naturrasen, eine überdachte Tribüne und eine Zuschauerkapazität von über 2.500 Besucherplätzen verfügt. Daneben nutzte der Verein auch das Stade de l’Hippodrome.

## Ligazugehörigkeit und Erfolge

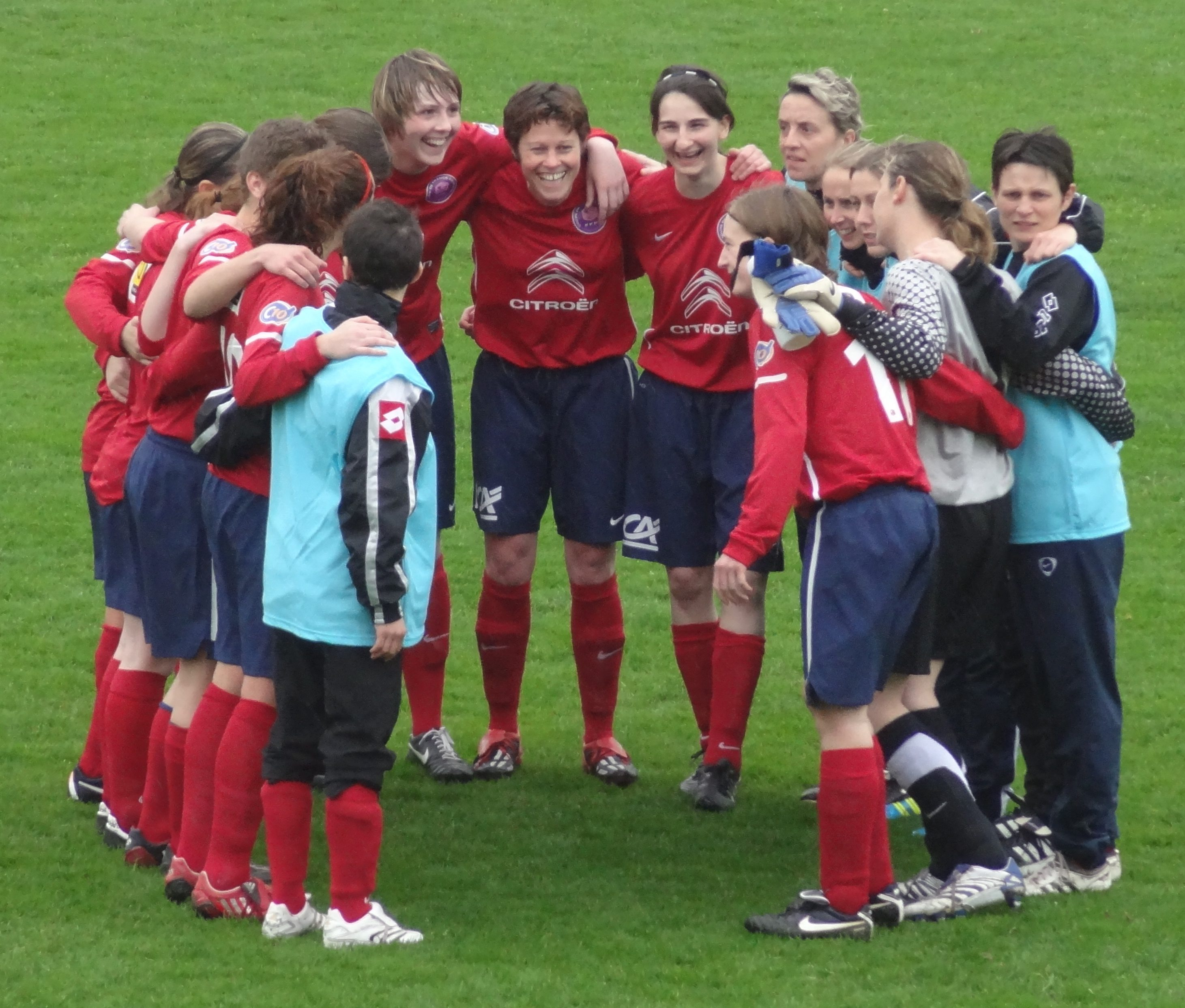
Die Spielerinnen des Arras FCF vor dem Pokal-Halbfinale gegen Olympique Lyon im Frühjahr 2012

Die Fußballerinnen des Vereins stiegen bereits ein Jahr nach ihrer Gründung in die dritte Liga auf, in der der AFCF sich acht Jahre lang im oberen Tabellenbereich seiner Spielstaffel platzierte; aber erst 2010 gelang der Aufstieg in die in drei Gruppen aufgeteilte zweithöchste Spielklasse, die Division 2. Es dauerte daraufhin lediglich zwei Jahre, bis Arras sich als Gruppenerster für den Aufstieg in die Division 1 Féminine qualifizierte. Am Ende der Saison 2014/15 stieg die Frauschaft des FCF wieder in die zweite Liga Frankreichs ab, wo sie mit ihren regionalen Rivalinnen des FCF Hénin-Beaumont um die sportliche Vorherrschaft im Landesnorden stritt und sich dabei durchsetzte.
Im Frauenpokalwettbewerb hatten sich die Fußballerinnen aus Arras – noch als Drittdivisionär und noch unter dem Vereinsnamen Arras FA – in der Saison 2009/10 zum ersten Mal bis in das Achtelfinale vorgekämpft. Ihren größten Erfolg erreichten sie, nunmehr als Zweitligistinnen, in der Spielzeit 2011/12, als der Arras FCF bis in die Runde der letzten vier Teams vordrang; dort beendeten die späteren Pokalsiegerinnen von Olympique Lyon allerdings alle Hoffnungen auf einen Endspieleinzug mit einem deutlichen 8:0-Erfolg. Auch im Viertelfinale 2017/18 war es Olympique, das Arras aus dem Wettbewerb warf, diesmal sogar mit 11:0. Im letzten Jahr seiner Eigenständigkeit gelang dem Zweitdivisionär erneut der Viertelfinaleinzug.

## Bekannte Spielerinnen
Zu den namhaftesten Fußballerinnen, die den Dress von Arras getragen haben, zählen die kongolesische Nationalspielerin Chardente Ndoulou, Torfrau Claire Jacob (U-17-Weltmeisterin von 2012), Charlotte Saint-Sans Levacher (2013 U-19-Europameisterin) und Ludivine Bultel, die an der U-20-WM 2008 teilnahm, damals allerdings noch nicht für Arras spielte. Marion Makuch, im Frühjahr 2014 in das Aufgebot der Bleues berufen, stand auf dem Sprung, Arras’ erste A-Nationalspielerin zu werden.